# Chapelle-d'Huin
Chapelle-d'Huin est une commune française située dans le département du Doubs, la région culturelle et historique de Franche-Comté et la région administrative Bourgogne-Franche-Comté.
Les habitants se nomment les Chapelins et Chapelines, et ceux du hameau des Souillots : les Souillotis.

## Géographie

### Climat
Pour des articles plus généraux, voir Climat de la Bourgogne-Franche-Comté et Climat du Doubs.
En 2010, le climat de la commune est de type climat de montagne, selon une étude du Centre national de la recherche scientifique s'appuyant sur une série de données couvrant la période 1971-2000. En 2020, Météo-France publie une typologie des climats de la France métropolitaine dans laquelle la commune est dans une zone de transition entre le climat semi-continental et le climat de montagne et est dans la région climatique  Jura, caractérisée par une forte pluviométrie en toutes saisons (1 000 à 1 500 mm/an), des hivers rigoureux et un ensoleillement médiocre. 
Pour la période 1971-2000, la température annuelle moyenne est de 7,1 °C, avec une amplitude thermique annuelle de 16,1 °C. Le cumul annuel moyen de précipitations est de 1 554 mm, avec 13,8 jours de précipitations en janvier et 10,7 jours en juillet. Pour la période 1991-2020, la température moyenne annuelle observée sur la station météorologique de Météo-France la plus proche, « Coulans », sur la commune d'Éternoz à 13 km à vol d'oiseau, est de 10,5 °C et le cumul annuel moyen de précipitations est de 1 259,2 mm. 
La température maximale relevée sur cette station est de 38,7 °C, atteinte le 24 août 2023 ; la température minimale est de −18,9 °C, atteinte le 20 décembre 2009,,. 
Les paramètres climatiques de la commune ont été estimés pour le milieu du siècle (2041-2070) selon différents scénarios d'émission de gaz à effet de serre à partir des nouvelles projections climatiques de référence DRIAS-2020. Ils sont consultables sur un site dédié publié par Météo-France en novembre 2022.

## Urbanisme

### Typologie
Au 1er janvier 2024, Chapelle-d'Huin est catégorisée commune rurale à habitat dispersé, selon la nouvelle grille communale de densité à 7 niveaux définie par l'Insee en 2022.
Elle est située hors unité urbaine. Par ailleurs la commune fait partie de l'aire d'attraction de Pontarlier, dont elle est une commune de la couronne,. Cette aire, qui regroupe 54 communes, est catégorisée dans les aires de moins de 50 000 habitants,.

### Occupation des sols
L'occupation des sols de la commune, telle qu'elle ressort de la base de données européenne d’occupation biophysique des sols Corine Land Cover (CLC), est marquée par l'importance des territoires agricoles (60,3 % en 2018), une proportion sensiblement équivalente à celle de 1990 (60,6 %). La répartition détaillée en 2018 est la suivante : 
prairies (51 %), forêts (37,4 %), zones agricoles hétérogènes (9,4 %), zones urbanisées (2,3 %). L'évolution de l’occupation des sols de la commune et de ses infrastructures peut être observée sur les différentes représentations cartographiques du territoire : la carte de Cassini (XVIIIe siècle), la carte d'état-major (1820-1866) et les cartes ou photos aériennes de l'IGN pour la période actuelle (1950 à aujourd'hui).

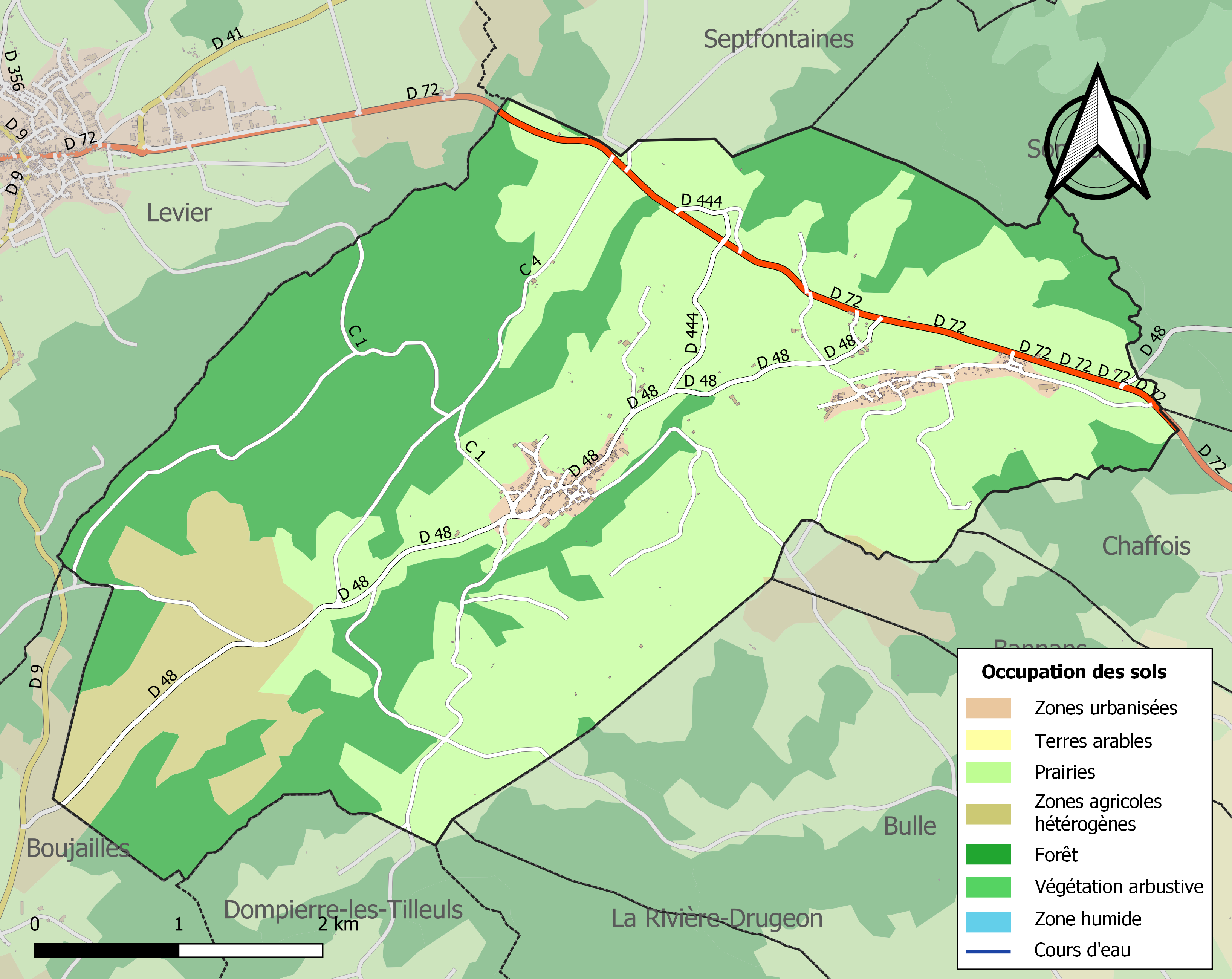
Carte des infrastructures et de l'occupation des sols de la commune en 2018 (CLC).

## Toponymie
Capella de Huins en 1275 ; Capella Duyn à la fin du XIVe siècle ; Capella d'Uhin au XVe siècle ; La Chapelle d'Uyn en 1402. Hameaux : La Chaux, Le Souillot.

## Histoire
Les rivalités sont fréquentes, dans le Haut-Doubs, entre seigneurs laïcs et seigneurs ecclésiastiques. C'est ainsi que l'influence de l'Abbaye de Montbenoît (qui a pu se propager à travers le val d'Usier) et celle de la Maison de Chalon-Arlay (solidement établie sur la Chaux d'Arlier) se partagent le pouvoir temporel sur la Chapelle-d'Huin.
Chapelle-d'Huin (Capellam de Hellens) relevait de la seigneurie de Chalamont. En 1141, l'église du village appartenait à l'Abbaye de Montbenoît. À partir de 1324, un accord était trouvé entre Béatrice de Vienne, fille d'Humbert Ier de Viennois, qui agissait en tant que tutrice de son jeune fils Jean II de Chalon-Arlay et les religieux de Montbenoît au sujet des hommes et des terres de ce bourg. Il était décidé qu'ils deviendraient la propriété commune du seigneur et du couvent. En vertu de cet accord le procureur de l'abbaye réclamait, la même année, la moitié de l'impôt de deux cent-vingt livres, dans cet acte il était question des « villes vieille et neuve » de « la Chapelle », il est possible que la « nouvelle ville » soit maintenant le hameau nommé le Souillot. En 1393 était fondée une chapelle pour le repos de Guillaume Faguier.
Les villageois étaient affranchis le 26 mars 1355 de la mainmorte par Jean II de Chalon, le 7 mars 1402 son petit-fils Jean III de Chalon-Arlay, Prince d'Orange les dispensait d'aller faire le guet et la garde au château de Villers-sous-Chalamont.
Le XVIIe siècle fut dévastateur pour la seigneurie, en 1636 la peste enlevait les deux tiers des habitants de Boujailles, Chalamont et Courvières. Le 26 juillet de la même année, un orage de grêle détruisait une grande partie des récoltes sur tout le territoire. En 1638, c'est la guerre de Trente Ans qui ravageait la contrée.

## Politique et administration
| Période                                  | Période  | Identité             | Étiquette | Qualité      |
| ---------------------------------------- | -------- | -------------------- | --------- | ------------ |
| 1995                                     | 2008     | Didier Descourvières |           |              |
| mars 2008                                | mai 2020 | Dominique Mamet      | PS        | Cadre        |
| mai 2020                                 | En cours | Béatrice Pritzy      |           | Agricultrice |
| Les données manquantes sont à compléter. |          |                      |           |              |

## Démographie
L'évolution du nombre d'habitants est connue à travers les recensements de la population effectués dans la commune depuis 1793. Pour les communes de moins de 10 000 habitants, une enquête de recensement portant sur toute la population est réalisée tous les cinq ans, les populations de référence des années intermédiaires étant quant à elles estimées par interpolation ou extrapolation. Pour la commune, le premier recensement exhaustif entrant dans le cadre du nouveau dispositif a été réalisé en 2006.

En 2022, la commune comptait 534 habitants, en évolution de +4,71 % par rapport à 2016 (Doubs : +1,88 %, France hors Mayotte : +2,11 %).
| 1793 | 1800 | 1806 | 1821 | 1831 | 1836 | 1841 | 1846 | 1851 |
| ---- | ---- | ---- | ---- | ---- | ---- | ---- | ---- | ---- |
| 636  | 617  | 630  | 725  | 748  | 776  | 806  | 836  | 849  |

| 1856 | 1861 | 1866 | 1872 | 1876 | 1881 | 1886 | 1891 | 1896 |
| ---- | ---- | ---- | ---- | ---- | ---- | ---- | ---- | ---- |
| 750  | 721  | 720  | 652  | 668  | 696  | 711  | 685  | 612  |

| 1901 | 1906 | 1911 | 1921 | 1926 | 1931 | 1936 | 1946 | 1954 |
| ---- | ---- | ---- | ---- | ---- | ---- | ---- | ---- | ---- |
| 569  | 582  | 547  | 510  | 473  | 447  | 419  | 464  | 436  |

| 1962 | 1968 | 1975 | 1982 | 1990 | 1999 | 2006 | 2011 | 2016 |
| ---- | ---- | ---- | ---- | ---- | ---- | ---- | ---- | ---- |
| 385  | 320  | 252  | 278  | 297  | 351  | 379  | 466  | 510  |

| 2021 | 2022 | - | - | - | - | - | - | - |
| ---- | ---- | - | - | - | - | - | - | - |
| 531  | 534  | - | - | - | - | - | - | - |

## Lieux et monuments
- Église Notre-Dame de l'Assomption. Apparue comme centre paroissial dès le XIIe siècle, elle est reconstruite au XVe siècle, puis en 1504 et transformée de 1775 à 1783[14]. Elle possède 2 cloches de 1885 et 1922[22].
- Chapelle Notre-Dame à La Chaux. Élevée au XVIIe siècle[23], ou entre 1770 et 1790, restaurée en 1893. La tradition veut que la statue de Notre-Dame des Ermites qui y est vénérée ait été rapportée de l'abbaye territoriale d'Einsiedeln par le marquis d'Aubonne lui-même[14]. Elle est recensée dans la base Mérimée lors du récolement de 1975[24].
- Chapelle Saint-Claude au Souillot. Datant du XIIIe siècle, elle a été détruite par un incendie en 1749, reconstruite en 1783 et inaugurée en 1791. Un nouvel incendie en 1872 nécessite une reconstruction en 1873 - 1877[14]. Elle est recensée dans la base Mérimée lors du récolement de 1975[25].
- Magasins à sel comtois. Importants bâtiments de pierre et de bois situé au Souillot en bordure de route, Magasin Vieux, et ensuite Magasin Neuf aménagé en restaurant « Relais des Salines ».

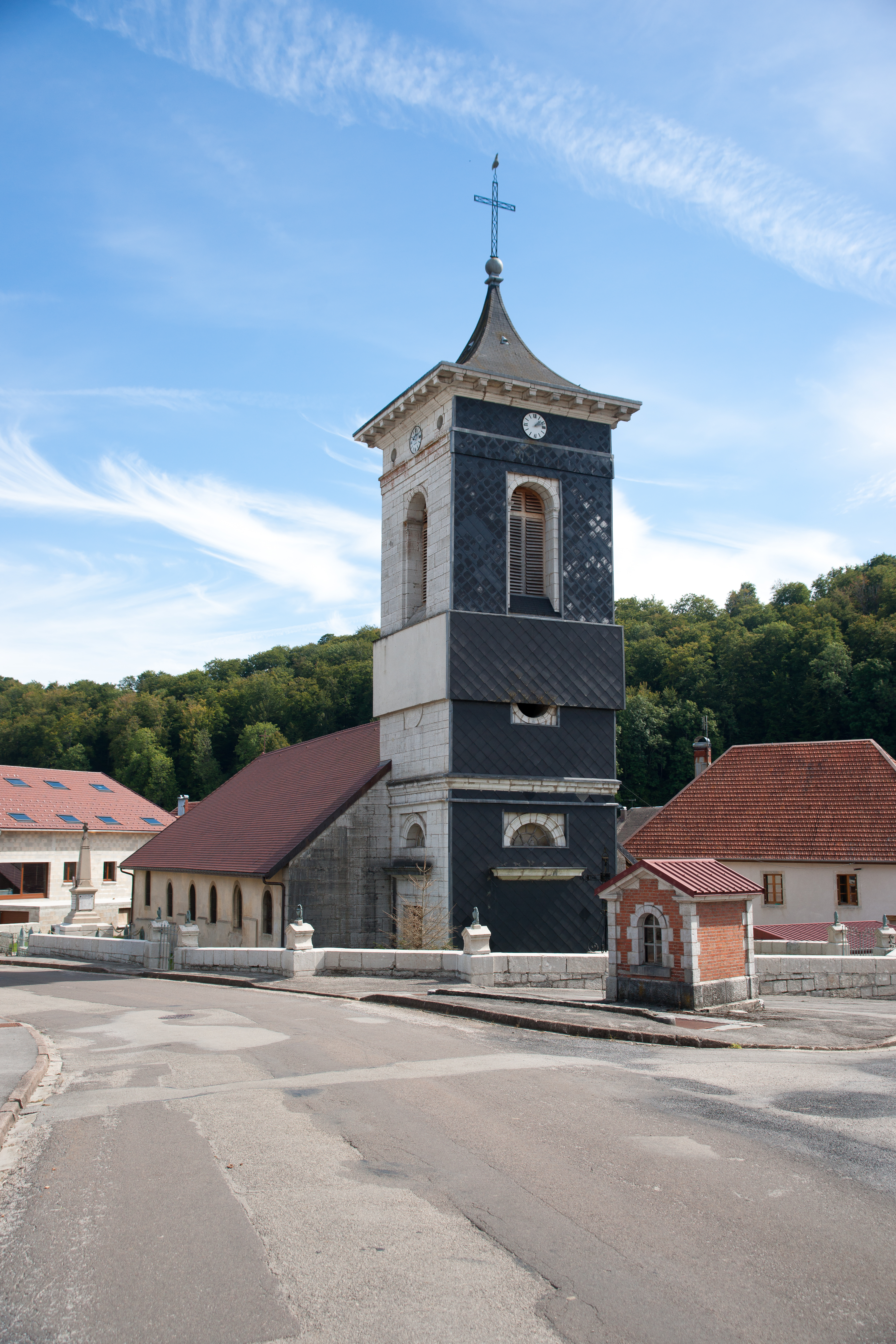
Église.
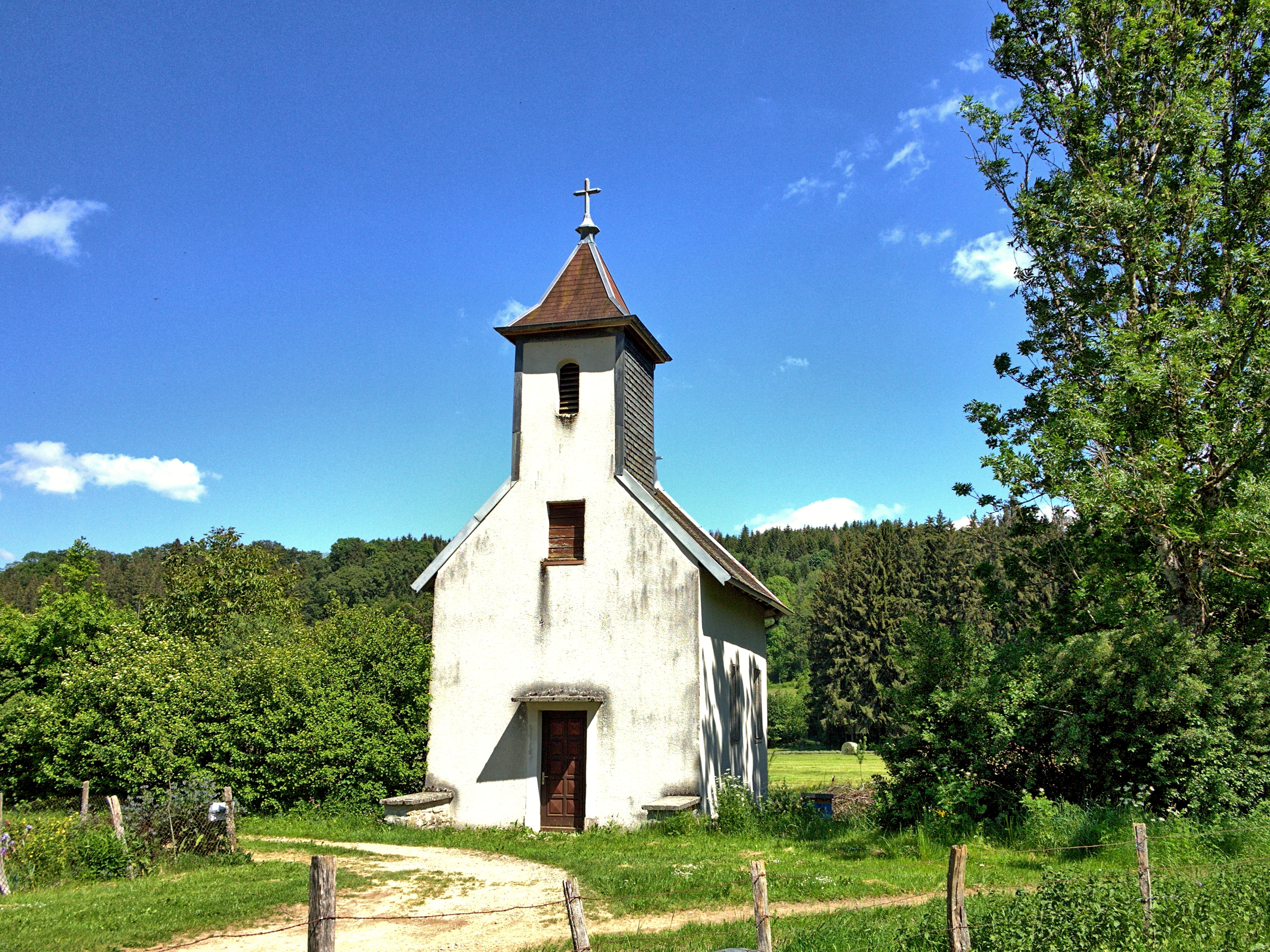
La chapelle Notre-Dame.
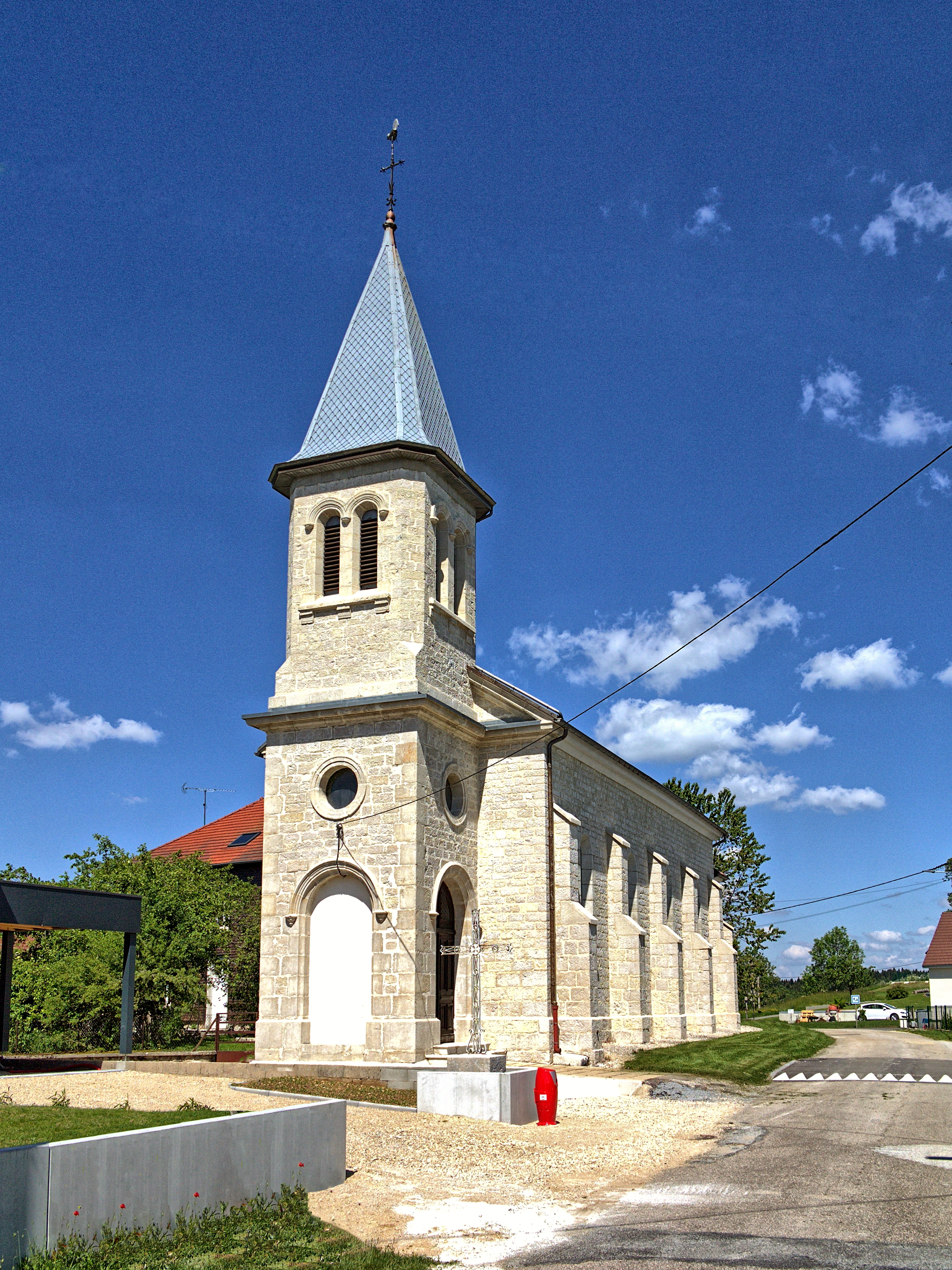
La chapelle Saint-Claude.

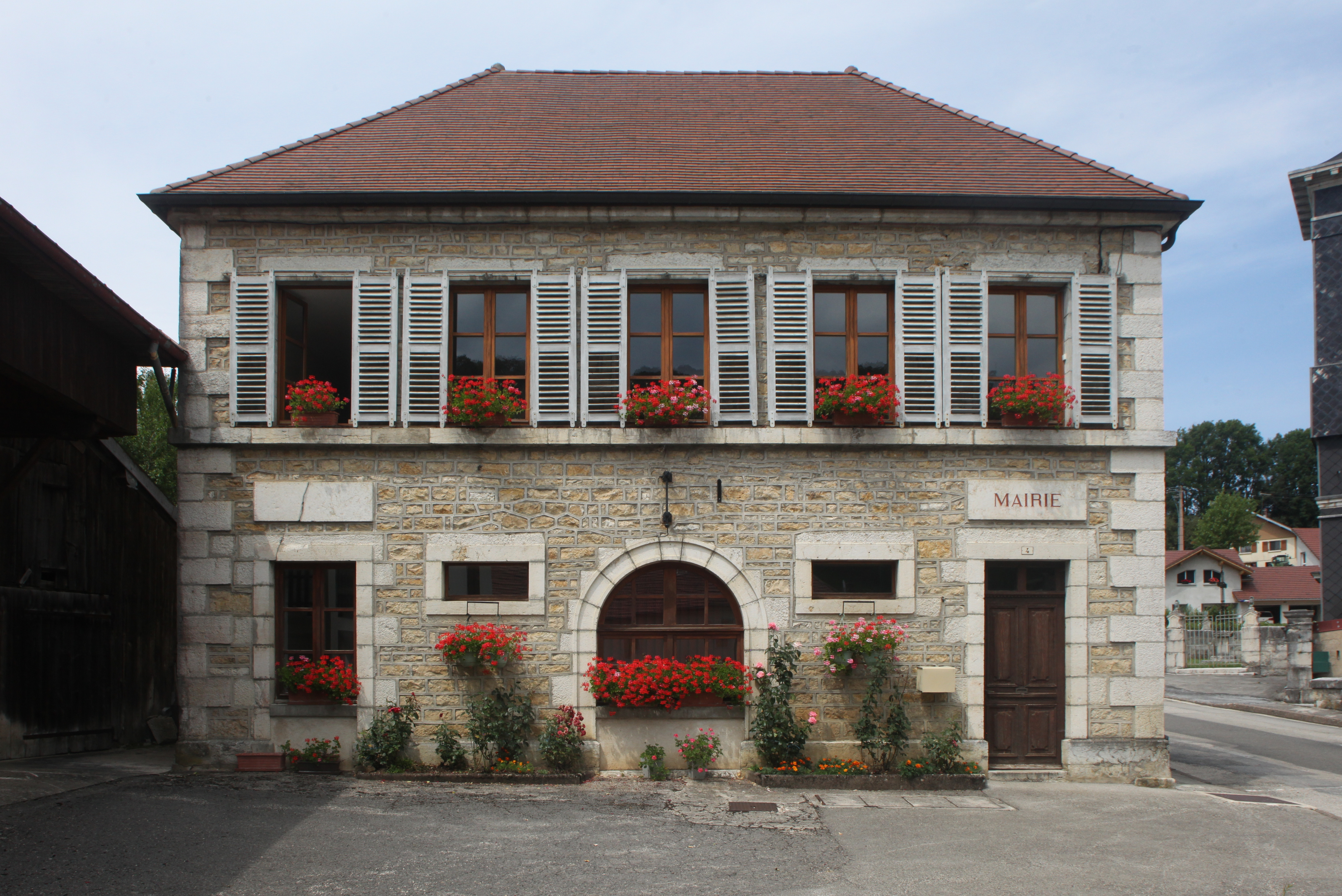
Mairie.
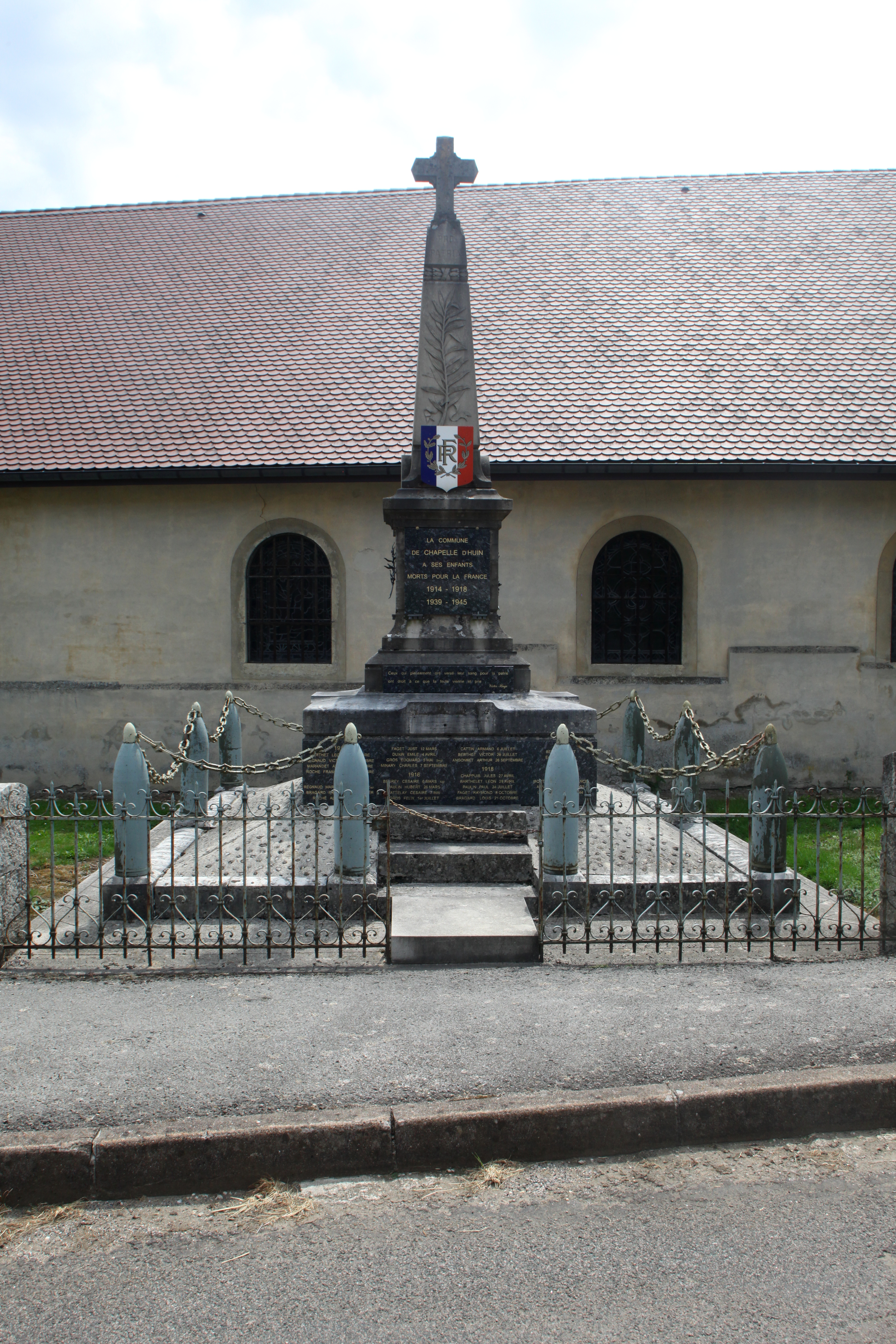
Monument aux morts.
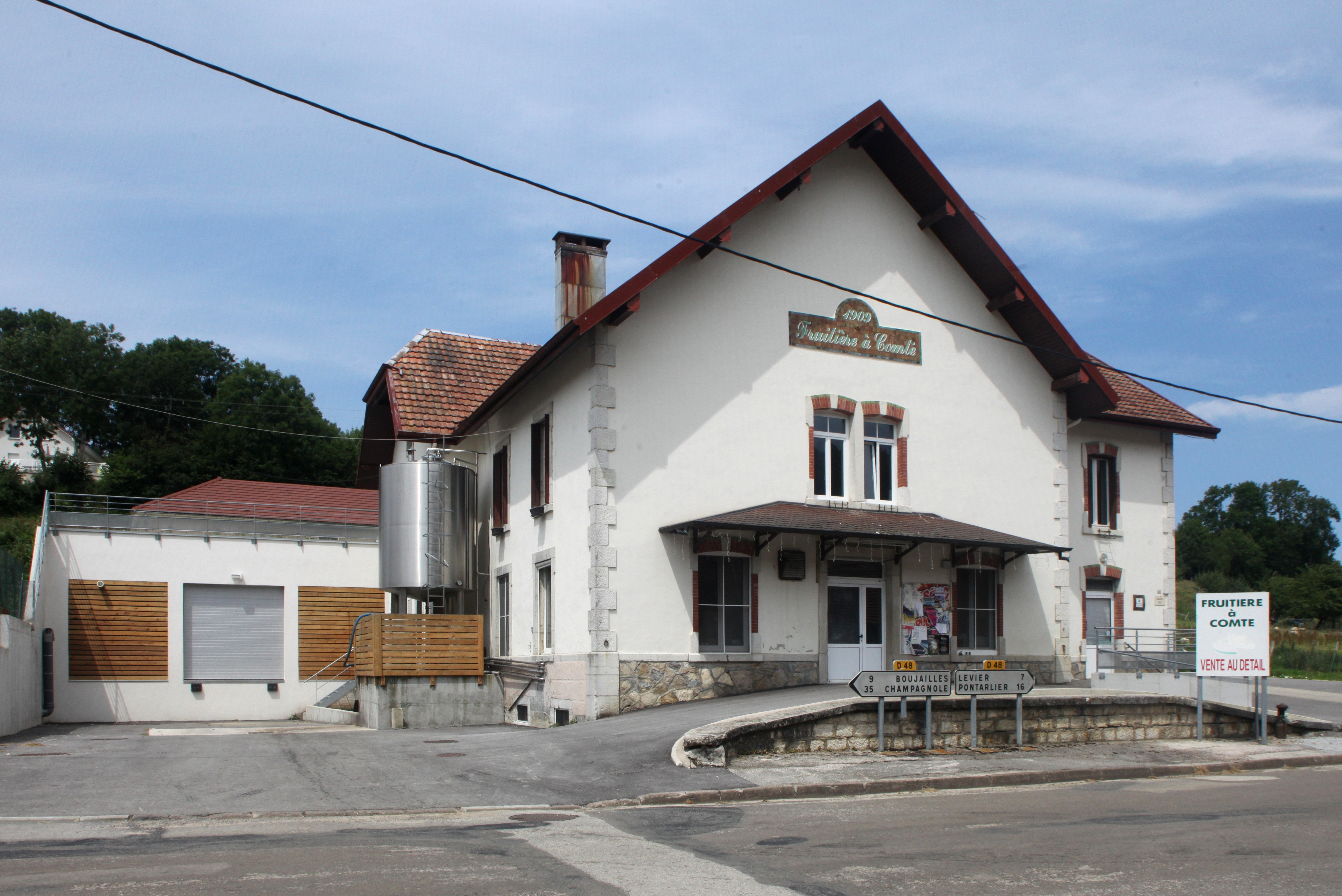
Fruitière.
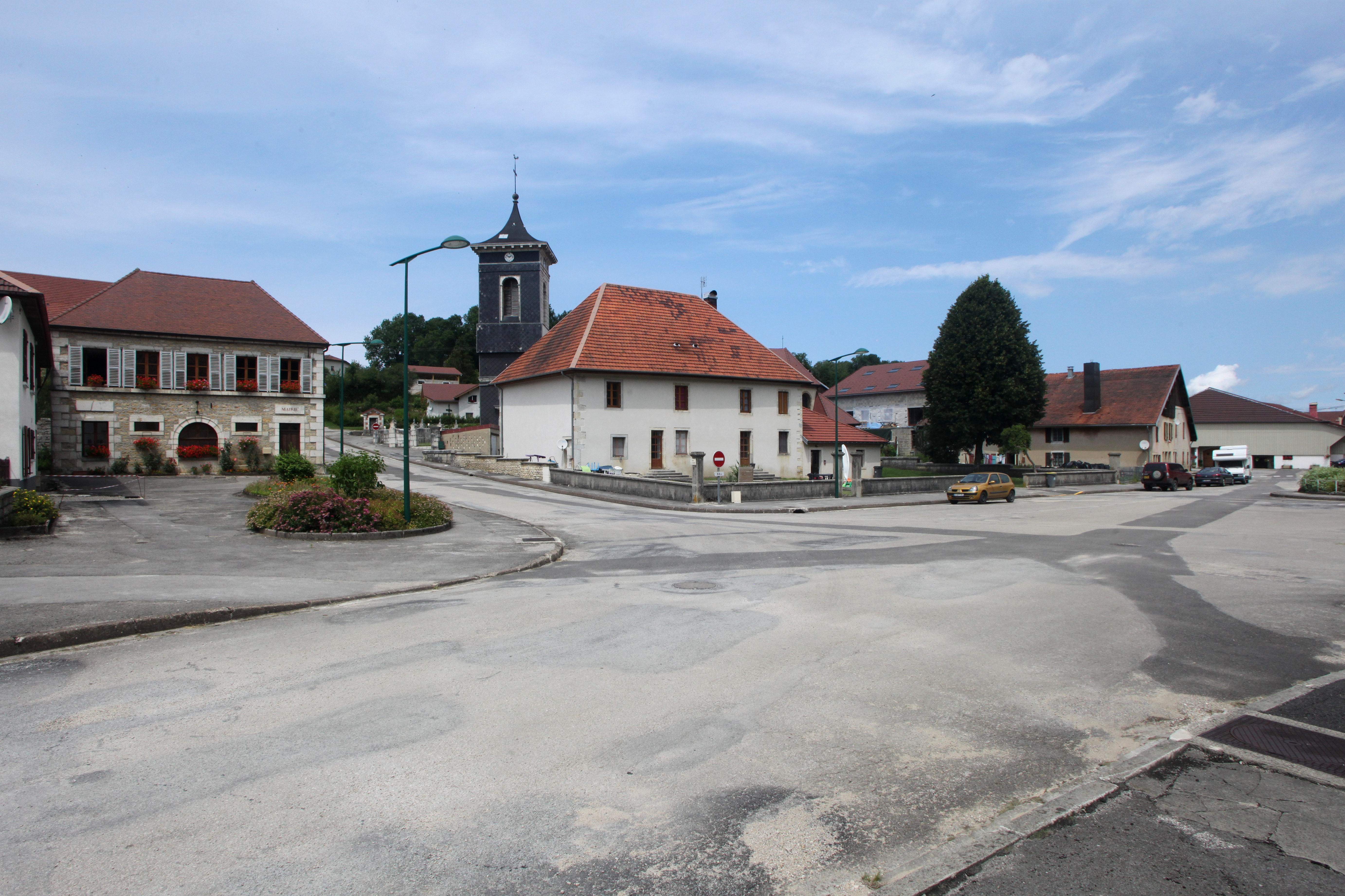
Place.

## Sources